# Dera Colliery Township
Dera Colliery Township è una suddivisione dell'India, classificata come census town, di 18.583 abitanti, situata nel distretto di Angul, nello stato federato dell'Orissa. In base al numero di abitanti la città rientra nella classe IV (da 10.000 a 19.999 persone).

## Geografia fisica
La città è situata a 20° 59' 57 N e 85° 08' 17 E.

## Società

### Evoluzione demografica
Al censimento del 2001 la popolazione di Dera Colliery Township assommava a 18.583 persone, delle quali 10.158 maschi e 8.425 femmine. I bambini di età inferiore o uguale ai sei anni assommavano a 2.147, dei quali 1.143 maschi e 1.004 femmine. Infine, coloro che erano in grado di saper almeno leggere e scrivere erano 14.324, dei quali 8.328 maschi e 5.996 femmine.